# Marcha de la muerte de Brünn

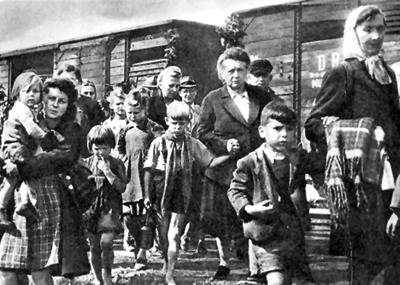
Expulsión de los alemanes de los Sudetes.

El 21 de abril de 1945 se inició la evacuación completa del campo de concentración de Sachsenhausen. De los 35.000 presos que había en el campo en ese momento, que incluía mujeres y niños, 33.000 fueron enviados hacia el Noroeste, en una marcha a pie, atravesando Alemania.
Poco antes de que los campos de concentración fuesen liberados, los nacionalsocialistas forzaron a los presos que aún podían caminar, en una “marcha de la muerte”. Además de los presos de Sachsenhausen, también iniciaron esta marcha 15.000 prisioneros procedentes de Ravensbrück, enfermos, desnutridos y apenas vestidos, en una marcha a pie de 40 kilómetros diarios.
Viajando a través de diferentes rutas, las columnas de prisioneros llegaron a las cercanías de Wittstock. El 23 de abril, más de 16.000 presos fueron concentrados en un gran campo, situado no lejos del bosque de Below. Mientras los guardias de las SS encontraban alojamiento en las granjas cercanas, los prisioneros buscaron cobijo en el campo de árboles, en refugios hechos por ellos mismos y agujeros en el suelo, e intentaron combatir su hambre con hierbas, raíces y cortezas de árboles. 132 presos murieron en el campo y en el hospital, y fueron enterrados en un cementerio cercano, en Grabow. Las columnas de presos abandonaron el campo el 29 de abril de 1945.
El 30 de mayo de 1945 se inició la marcha de la muerte de Brunn (hoy Brno, en la República Checa)  marcha forzada de 20.000 habitantes de Brno hacia Austria al final de mayo de 1945). Se produjeron alrededor de 24.000 muertes conocidas en relación con las expulsiones, no sólo asesinatos sino también muertes por enfermedad y otras muertes violentas.
- Datos: Q534971
- Multimedia: Brünner Todesmarsch / Q534971